# باسيوكس (باد كاليه)
باسيوكس، باد كاليه (بالفرنسية: Basseux)‏ هي بلدية تقع في إقليم باد كاليه من منطقة نور با دو كاليه في شمال فرنسا. تبلغ مساحة هذه المدينة 3.35 (كم²)، وترتفع عن سطح البحر 106 م، يبلغ عدد سكانها 140 نسمة حسب إحصاء المعهد الوطني للإحصاء والدراسات الاقتصادية سنة 2009 م. وترأس Roger Karpinski البلدية خلال فترة (2008-2014).